# Casa del Templo
La Casa del Templo (en inglés: House of the Temple) es un templo masónico situado en Washington D. C. (Estados Unidos), que sirve como sede del rito escocés de francmasonería de la Jurisdicción Sur de los Estados Unidos. Su nombre oficial es Home of The Supreme Council, 33°, Ancient & Accepted Scottish Rite of Freemasonry, Southern Jurisdiction, Washington D.C., U.S.A.
Diseñada por John Russell Pope, se encuentra en el 1733 de la Sixteenth Street NW, en el barrio del Dupont Circle, a menos de 2 km al norte de la Casa Blanca. Está inspirada en el Mausoleo de Halicarnaso. El nombre completo del Consejo Supremo es «El Consejo Supremo (Consejo Madre del Mundo) de los Inspectores Generales Caballeros Comandantes de la Casa del Templo de Salomón del Trigésimo Tercer Grado del Rito Escocés Antiguo y Aceptado de Francmasonería de la Jurisdicción Sur de los Estados Unidos de América».
Contiene numerosas salas de exposiciones dedicadas a varias materias, que cambian de forma rotatoria. El templo también alberga una extensa colección permanente de materiales relacionados con el poeta y francmasón escocés Robert Burns, cuya biblioteca fue la primera biblioteca pública de Washington D. C.

## Historia
El 31 de mayo de 1911, ciento diez años después de la fundación del Consejo Supremo, el gran comandante James D. Richardson dio inicio a las obras en el lugar donde actualmente se encuentra la Casa del Templo en Washington D. C. El gran maestro J. Claude Keiper, de la gran logia del Distrito de Columbia, puso la primera piedra del edificio en la esquina noreste el 18 de octubre de 1911.

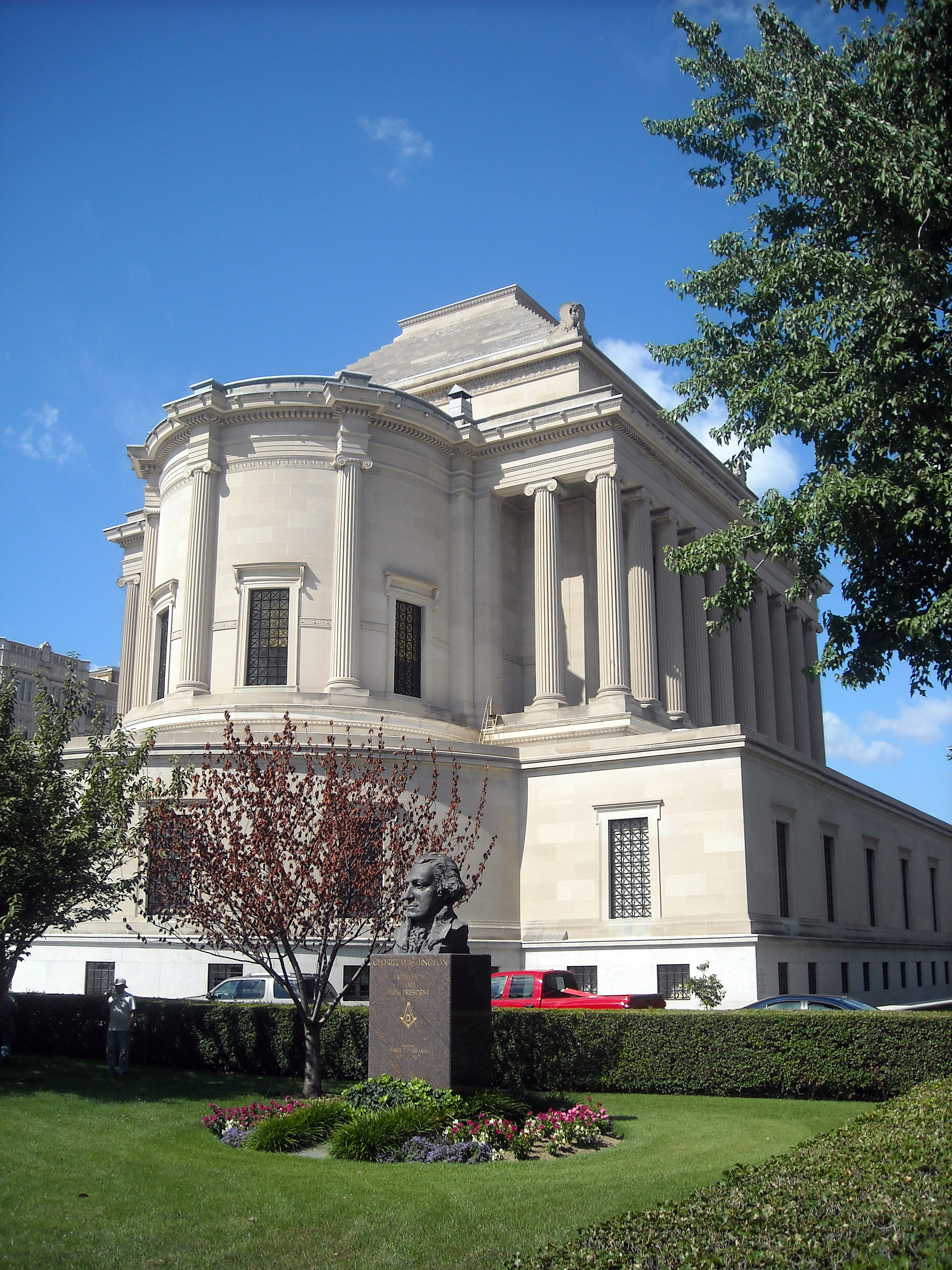
Vista trasera de la Casa del Templo.

El templo fue diseñado por el arquitecto John Russell Pope, que se inspiró en el Mausoleo de Halicarnaso, una de las siete maravillas del mundo antiguo. El edificio fue inaugurado cuatro años más tarde, el 18 de octubre de 1915.
El diseño del edificio fue ampliamente alabado por los arquitectos de la época, y le valió a Pope la medalla de oro de la Liga de Arquitectura de Nueva York de 1917. En su libro de 1920 L'Architecture aux États-Unis, el arquitecto francés Jacques Gréber lo describió como «un monumento de extraordinaria suntuosidad, [...] un admirable estudio de la arquitectura antigua sellado con una poderosa dignidad». El libro de Fiske Kimball American Architecture (1928) lo considera «un ejemplo del triunfo de las formas clásicas en los Estados Unidos». En la década de 1920, un panel de arquitectos lo nombró «uno de los tres mejores edificios públicos» de los Estados Unidos, junto con el Capitolio del Estado de Nebraska y la Casa de las Américas de Washington D. C. En 1932, se clasificó entre los diez mejores edificios del país en una encuesta de arquitectos del gobierno federal.

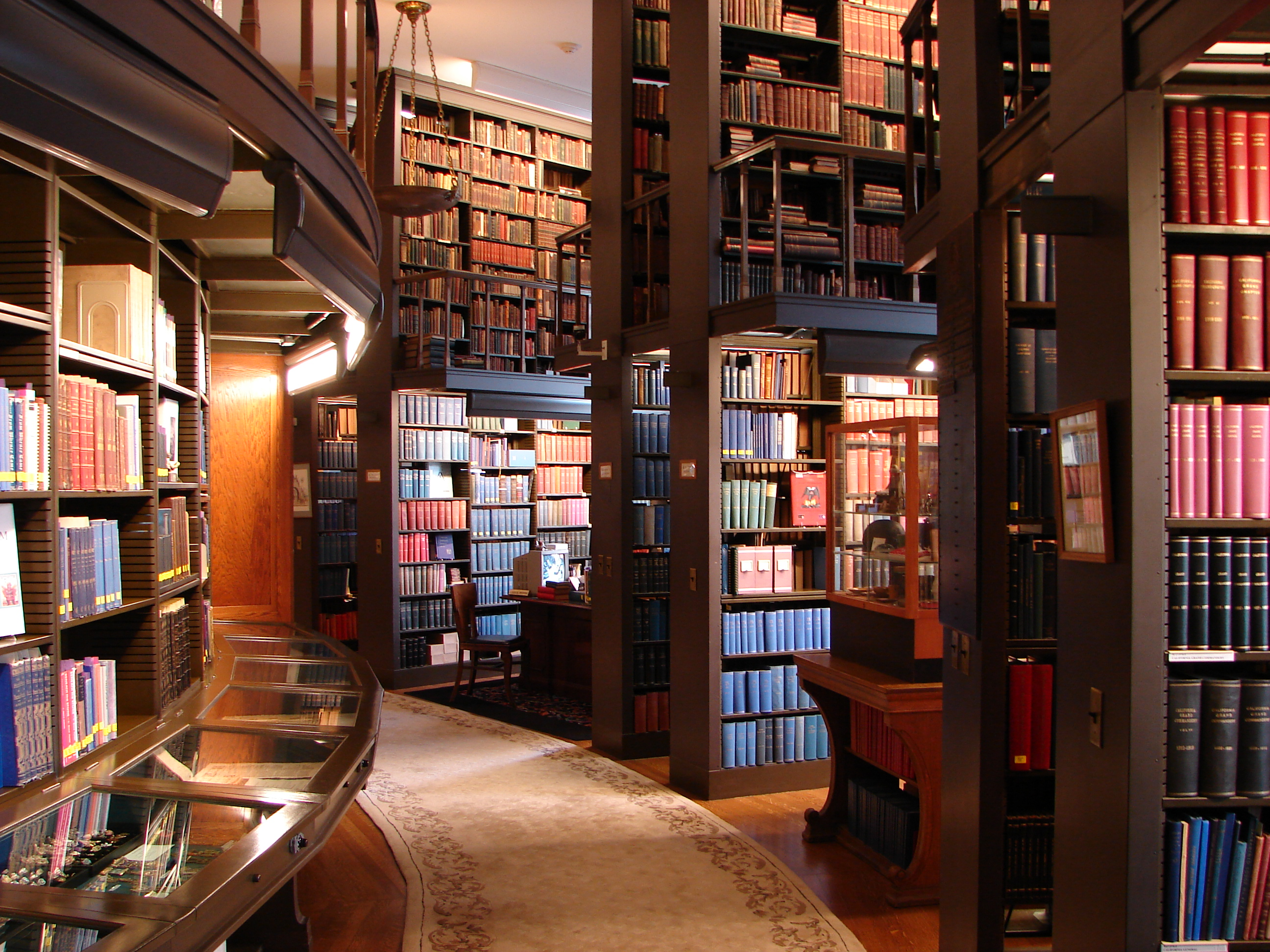
La biblioteca de la Casa del Templo.

El general confederado y antiguo gran comandante soberano Albert Pike escribió en 1871 un libro titulado Morals and Dogma of the Ancient and Accepted Scottish Rite of Freemasonry, que describe con detalle los treinta y tres grados del rito escocés de francmasonería, las historias, enseñanzas y rituales asociados a cada rango y otros procedimientos de la logia. En 1944, los restos de Albert Pike fueron trasladados del cementerio de Oak Hill de Georgetown a la Casa del Templo. Los restos del gran comandante John Henry Cowles fueron sepultados en el templo en 1952, después de su mandato de treinta y un años como gran comandante. El templo también alberga una de las mayores colecciones de materiales relacionados con el poeta y francmasón escocés Robert Burns en su biblioteca, que fue la primera biblioteca pública de Washington D. C.
La Casa del Templo está designada como propiedad contribuidora del distrito histórico de la Sixteenth Street, y fue incluida en el Registro Nacional de Lugares Históricos en 1978.
Desde 1990 hasta 2011 el templo albergó un huerto comunitario en sus terrenos. El jardín del templo ocupaba unos 1000 m², divididos en unas setenta pequeñas parcelas cultivadas por residentes de los alrededores. En otoño de 2011, el templo cerró el jardín para usar el espacio para almacenar equipo de construcción para un proyecto de rehabilitación.

## En la cultura popular
En la novela de 2009 El símbolo perdido de Dan Brown, el edificio es el escenario de varias escenas clave.